# Rabnitz (Gemeinde Kumberg)
Rabnitz ist eine Ortschaft und Katastralgemeinde der Marktgemeinde Kumberg im Bezirk Graz-Umgebung, Steiermark. Die Ortschaft hat 759 Einwohner (Stand 1. Jänner 2024).
Der steirische Topograph Josef Andreas Janisch beschrieb den Ort im Jahr 1885:

„Rabnitz hat 654 Hektar, 52 Häuser, 394 Seelen (223 männlich, 181 weiblich), liegt südlich und westlich von Kumberg, zwischen dem Rabnitzbach und dem Kalchbach, ist teils eben, eher aber bergig. Durch die Gemeinde zieht die Straße nach Radegund, die auf einem Bergrücken fortlaufend durch Waldpartien führt. Die Gemeinde besteht aus den zwei Ortschaften Rabnitz und Wollsdorf, wovon erstere nur 10 beisammen liegende Häuser enthält und an der genannten Straße liegt.“